# Battaglia di Stracathro
La battaglia di Stracathro, a volte nota come battaglia di Inchbare, è stato uno scontro avvenuto il 16 aprile 1130 tra le truppe di re Óengus del Moray, che aveva invaso la Scozia da nord, e quelle di Davide I di Scozia, comandate dal suo connestabile Edward Siwardsson.
La battaglia fu l'epilogo della lunga rivalità fra i discendenti di Macbeth e il casato dei Dunkeld, e fu decisiva nel consolidare il potere di questi ultimi nel regno.

## Cause
Máel Coluim mac Alaxandair, figlio illegittimo di re Alessandro I di Scozia, aveva tentato di usurpare il trono scozzese nel 1124, ma era stato sconfitto e costretto a fuggire a nord. Poco tempo dopo si era alleato con Óengus del Moray, l'ultimo sovrano indipendente che non rispondeva all'autorità scozzese, e insieme si accordarono per spartirsi il potere.
Nel 1130 quindi, sfruttando l'assenza di re Davide I, allora presso la corte inglese del suo alleato Enrico I, invasero la Scozia con l'intenzione di impossessarsi del trono.

## Battaglia
Secondo Orderico Vitale Óengus e Máel Coluim invasero la Scozia con cinquemila guerrieri, venendo affrontati dal connestabile Edward Siwardsson, che poteva contare su un esercito circa due volte superiore. Lo scontro avvenne presso Brechin, nella regione di Angus, il 16 aprile 1130.
Non molto si sa sullo svolgimento della battaglia, ma l'esito fu un disastro per gli invasori: re Óengus venne ucciso durante gli scontri e le perdite degli uomini del Moray furono pesantissime (circa quattromila morti su cinquemila effettivi), mentre Máel Coluim riuscì a stento a fuggire e a ritirarsi coi superstiti a nord.

## Conseguenze
La vittoria di Stracathro sancì il definitivo predominio del regno di Scozia nel nord della Britannia. Una volta tornato dall'Inghilterra re Davide decise di mettere fine una volta per tutte alla minaccia settentrionale invadendo, conquistando e annettendo il Moray, e infine catturando Máel Coluim nel 1134.